# Sulmona
Sulmona ist eine italienische Stadt in der Provinz L’Aquila der Region Abruzzen.

## Lage und Daten
Die Stadt zählt 21.960 Einwohner (Stand am 31. Dezember 2023) und liegt in einem weiten Tal mitten in den Abruzzen, das von den höchsten Bergen der Apenninenkette umgeben ist. Sulmona liegt am Rand des Maiella-Nationalparkes.

## Geschichte
In der Antike trug die Stadt den Namen Sulmo und gehörte zum Gebiet der Paeligner. Der Name könnte von sulmo = wasserreich herkommen. Bei der Integration in die Römische Republik wurde Sulmo ein Municipium. Es wurde während der Bürgerkriege durch Sulla zerstört, aber wieder aufgebaut. Aus Sulmo stammte der Dichter Ovid, der in seinen Werken mehrfach seiner Heimat gedachte (Tristien 4, 10, 3: Sulmo mihi patria est gelidis uberrimus undis – „meine Heimat ist Sulmo, überreich an kalten Wassern“). Daher kommen auch die Initialen „SMPE“ im Wappen der Stadt (Sulmo mihi patria est).
Friedrich II. favorisierte die Stadt, nachdem sie ihm gegen die päpstlichen Truppen beigestanden hatte, so dass Sulmona besonders zur Stauferzeit aufblühte und zur Hauptstadt des Landes wurde. In dieser Zeit war es Sitz eines der sieben Jahrmärkte des Reiches, des Gerichtssprengels der Abruzzen sowie der Sitz eines Lehrstuhls für Kanonisches Recht. Diese Entwicklung endete, als Karl II. von Anjou L’Aquila zur Residenz erhob.
Siehe auch: Fürst von Sulmona
Zur Zeit der Anjou und der Aragonesen war Sulmona ein leistungsfähiges Handwerks- und Handelszentrum speziell der Goldschmiedekunst. Sulmona ist Heimatstadt der Humanisten Barbato, Quatrario, Ercole Ciofano und von Papst Innozenz VII.
In dem Altstadtkern innerhalb des Mauergürtels mit gut erhaltenen Stadttoren befinden sich die meisten noch erhaltenen oder restaurierten Bauwerke der Stadt.
Obwohl zahlreiche Erdbeben die Stadt in Mitleidenschaft zogen, sind neben den alles dominierenden Kirchen, in versteckten Höfen kleine alte Freitreppen, eingezogene Treppen, Wappen und Kapitelle, kleine Säulenhallen und in Stein gemeißelte Brunnen zu entdecken. Vom Erdbeben in den Abruzzen am 3. November 1706 war die Stadt betroffen. Insgesamt verursachte das Beben mehr als Tausend Tote im betroffenen Gebiet.

## Sehenswürdigkeiten

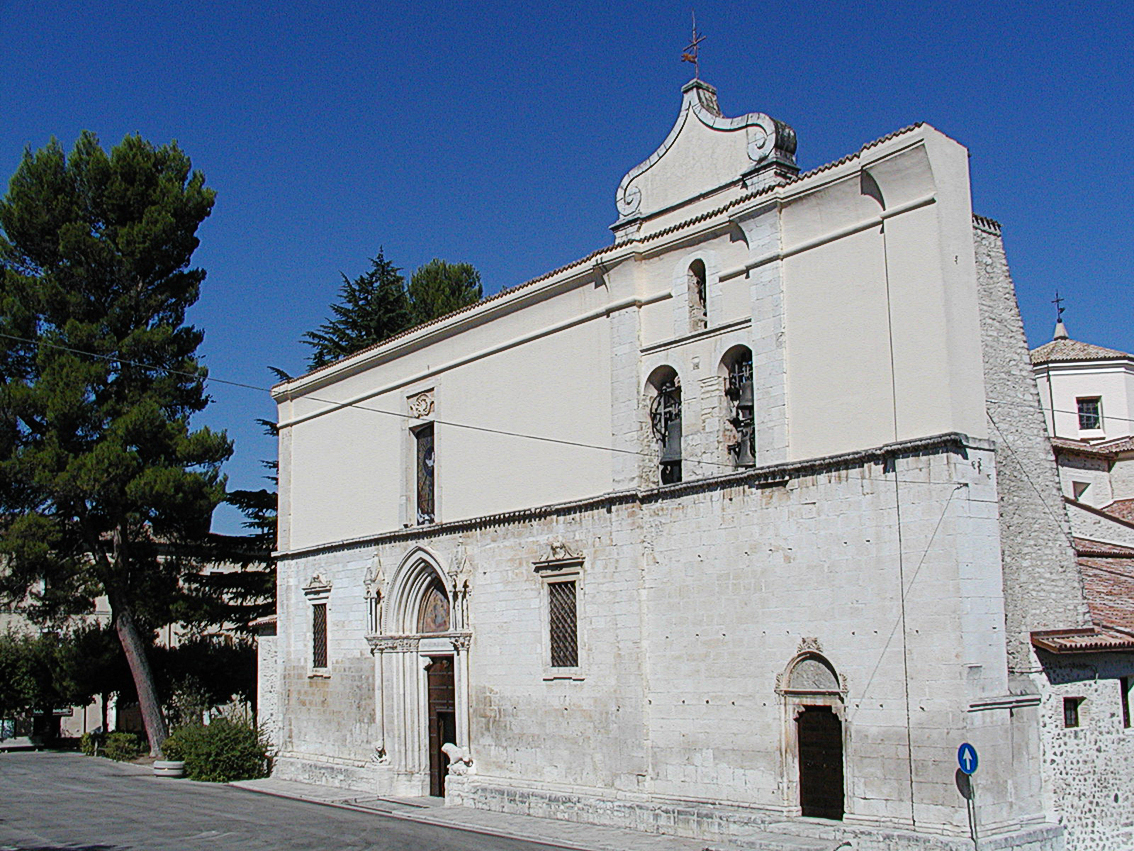
Kathedrale San Panfilo

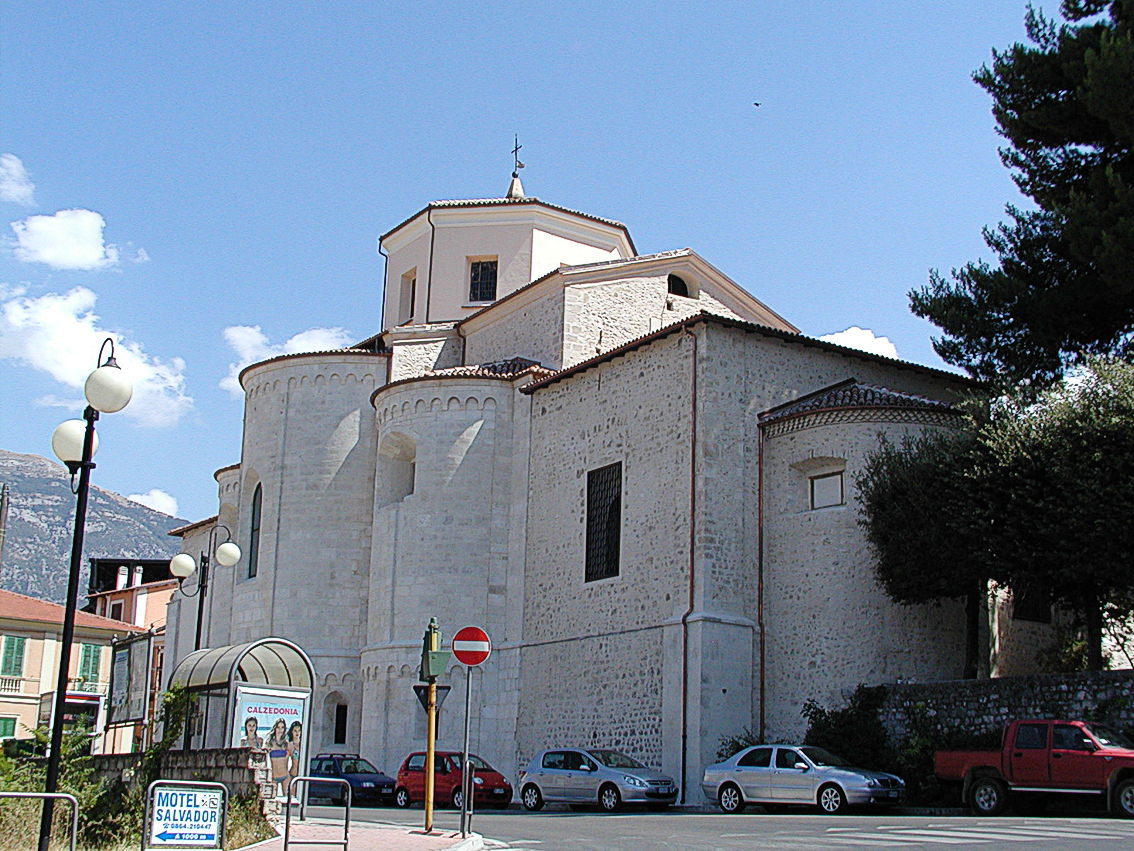
Kathedrale San Panfilo

### Kathedrale San Panfilo
Die Kirche wurde im 8. Jahrhundert erbaut und im 11. und 12. Jahrhundert erheblich verändert. Aus der romanischen Zeit stammen die Apsis, die Doppelsäulenreihe und die Krypta. Die Fassade entstand in zwei Bauphasen, der untere Teil im 14. Jahrhundert (Hauptportal 1391 von Nicola di Salvitti), der obere 1706. In diesem Jahre wurde die Kathedrale durch Erdbeben stark beschädigt. Der Campanile entstand 1751. Sehenswert sind die Überreste einiger Fresken aus dem 15. Jahrhundert, der Sarkophag des Bischofs Bartolomeo de Petrinis von 1422, das Holzkruzifix aus dem 14. Jahrhundert, die Mosaiken in Marmor und das Chorgestühl. Andere Kirchengeräte aus Holz von Ferdinando Mosca da Pescocostanzo aus dem 18. Jahrhundert sowie ein Bischofsstuhl, der sich in der Krypta befindet, eine Skulptur aus Stein mit der Muttergottes mit dem Jesuskind, ein Fresko aus dem 14. Jahrhundert sowie im Arkosolium einer antiken Grabstätte, einige Grabsteine, eine Marmoraedikula aus dem 17. Jahrhundert, die die Silberbüste des Schutzheiligen (ein Werk von Giovanni di Marino) von 1459 enthält, sind weitere Kleinode. In den Sakristeien ist zudem ein reiches Archiv zu sehen.

### Die Kirche San Gaetano
Auf den Ruinen eines älteren, römischen Baues mit Mosaiken aus dem 1. Jahrhundert wurde im Hochmittelalter die alte Kirche von Santa Maria errichtet. Trotz der Schlichtheit ihrer äußeren Strukturen zeigt sie im Inneren eine außergewöhnliche Reihe von archäologischen Überresten. Sie zeigen in zeitlicher Abfolge die verschiedenen Phasen des christlichen Gotteshauses.

### Palazzo Sanita
Die reiche Familie Sanita zog in der ersten Hälfte des 13. Jahrhunderts von Todi nach Sulmona. Reste des ehemals prächtigen Palazzo sind heute ein Portal im Stile Durazzis, die Überreste von zweibogigen Fenstern, der Innenhof, die zu den oberen Stockwerken führende Freitreppe sowie die gegen Mitte des 15. Jahrhunderts von Andrea Delitio bemalte wertvolle Muttergottes mit dem Jesuskind.

### Palazzo Tabassi
Der Palazzo Tabassi ist, wie der schon erwähnte Palazzo Sanita, ein typischer, spätmittelalterlicher Adelssitz mit einem kleinen Innenhof und einem eindrucksvollen, zweibogigen Fenster. Er hat ebenfalls ein Portal im Stile Durazzis, das im Jahre 1449 vom Meister Petro da Corno ausgeführt wurde. Eine Besonderheit ist, dass sich auf dem linken Winkeleisen ein römischer Grabstein mit Jagdszene befindet.

### Palazzo dell'Annunziata und Chiesa della Santa Annunziata

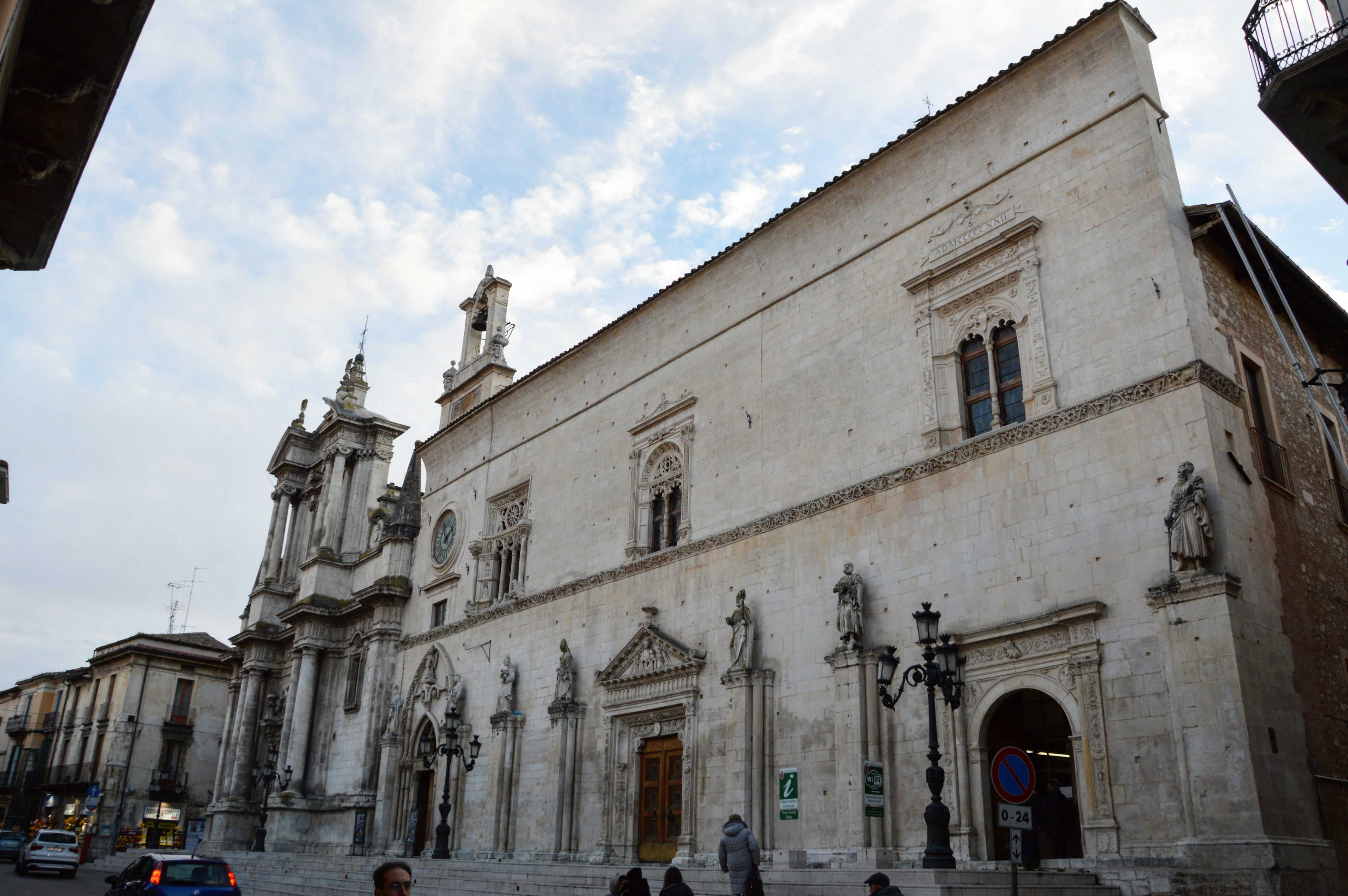
Palazzo und Chiesa della Santa Annunziata

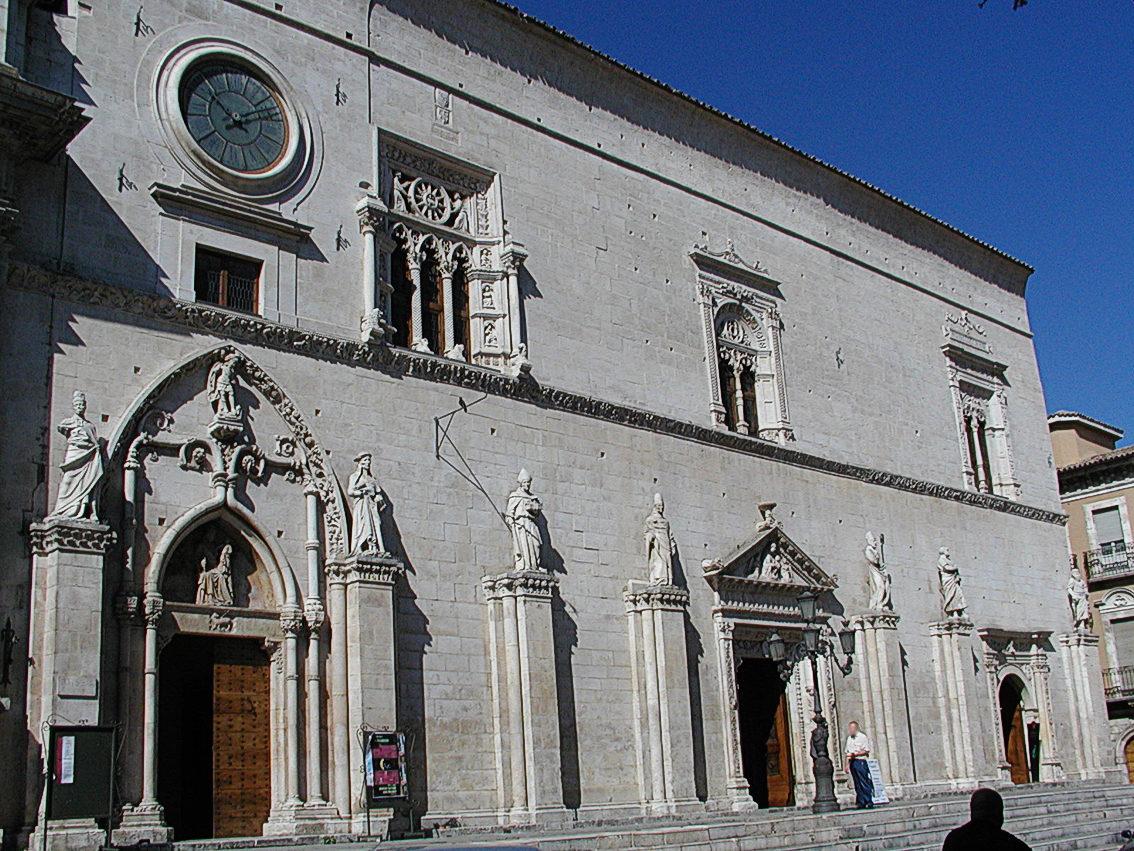
Der Eingang zum Museum

Beide Bauwerke gehören architektonisch zusammen. Die Kirche ist – von vorne gesehen – das linke Gebäude.
In den Veröffentlichungen der Stadt wird der Palazzo Santissima Annunziata als „wertvollstes Juwel des architektonischen Reichtums der Stadt“ bezeichnet. Der von 1413 an errichtete und immer wieder veränderte Bau wurde im späten 16. Jahrhundert zu seiner heutigen Form ausgebaut. Allerdings musste er nach dem schweren Erdbeben von 1706 zusammen mit der anliegenden Kirche von den Zünften aus Pescocostanzo vollständig wieder aufgebaut werden. 
1. 1415 linkes Portal (Eingang zum Museum): Der Spitzbogen ist in floralem Rankenmotiv aufgelöst. In der ursprünglich freskierten Lünette wurde später ein Madonnenbildwerk des 15. Jahrhunderts angebracht. In der Spitze des darüberliegenden Bogens befindet sich eine Statuette des Erzengels Michael mit dem Drachen. Zu dieser Phase gehören die ersten vier Pilaster mit den darauf angebrachten Statuen der Heiligen Gregor d. Gr., Bonaventura, Augustinus und Hieronymus sowie das große Triforienfenster über dem zweiten und dritten Pilaster.
2. In der zweiten Bauperiode, während der letzten 20 Jahre des 15. Jahrhunderts, entstand das Mittelportal mit dem darüberliegenden Biforienfenster. Hier ist der Einfluss der norditalienischen Renaissance spürbar, vor allem Ghibertis mit seiner Florentiner Paradiespforte. Das Tympanon zeigt Madonna mit Kind zwischen vier anbetenden Engeln.
3. 1519–1522 entstand das 3. Portal.
4. Die Freitreppe stammt aus dem ausgehenden 19. Jahrhundert.

Der Palast, heute Sitz des städtischen Museums und der „Camerata Musicale“ gründet auf Überresten aus der römischen Zeit, die Mauern sowie einige Mosaiken und Wandfresken aus dem 1. Jahrhundert im dritten pompejanischen Stil werden im „Museo in situ“ unter Glas gezeigt. Ursprünglich bei den Römer ein Lagerplatz, dann ein Spital und Wohnsitz des Magistrats. Über dem ganzen Komplex thront der 65 m hohe Spitzglockenturm, der 1590 vollendet wurde.

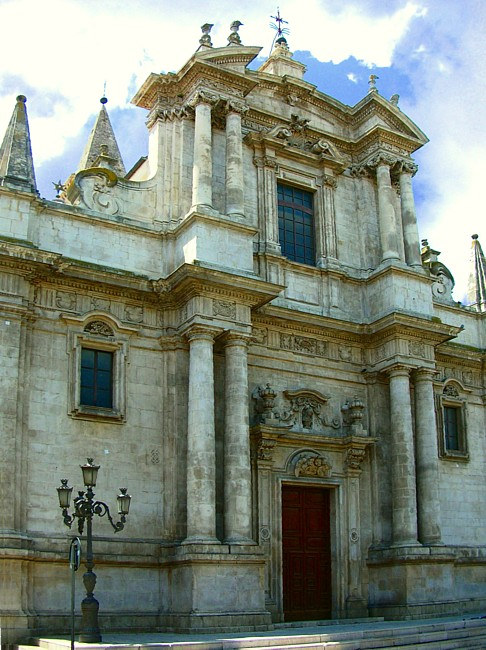
Der Eingang zur Kirche
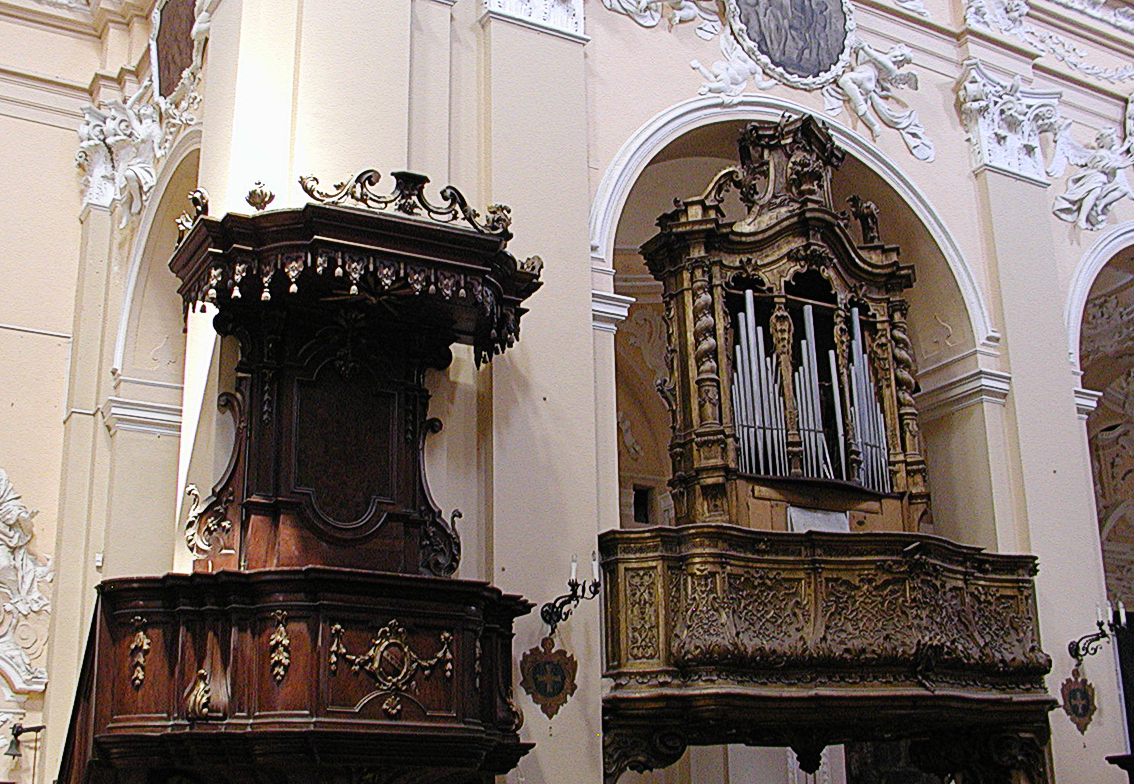
Die Kanzel mit Orgel
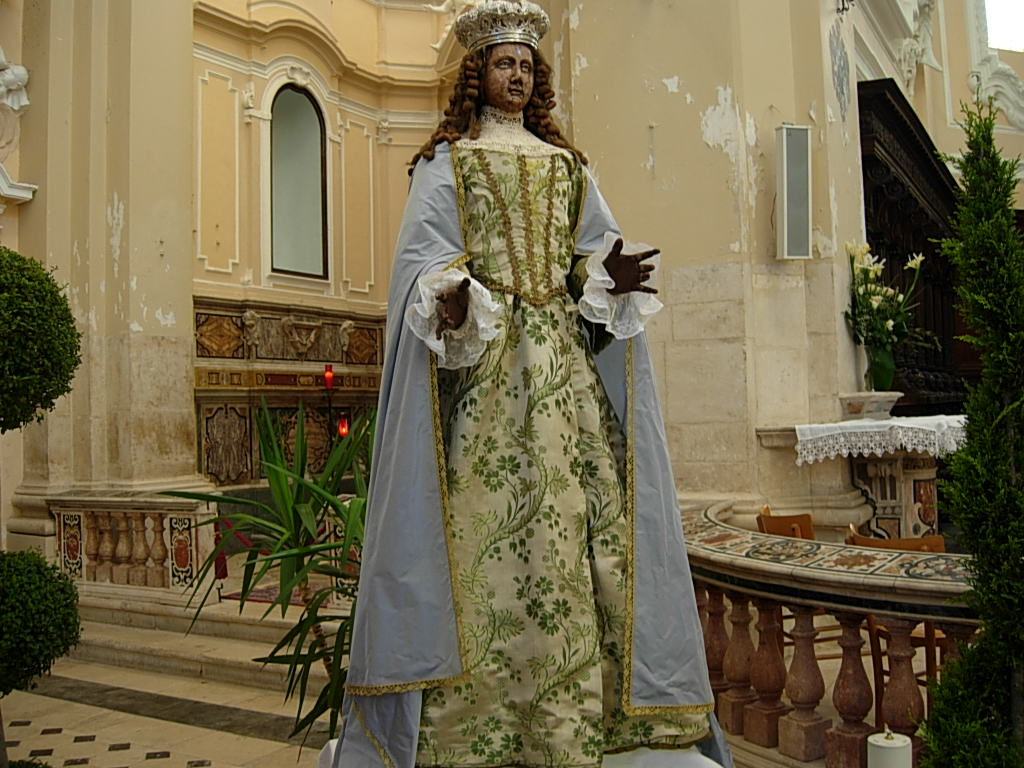
Madonna Annunziata
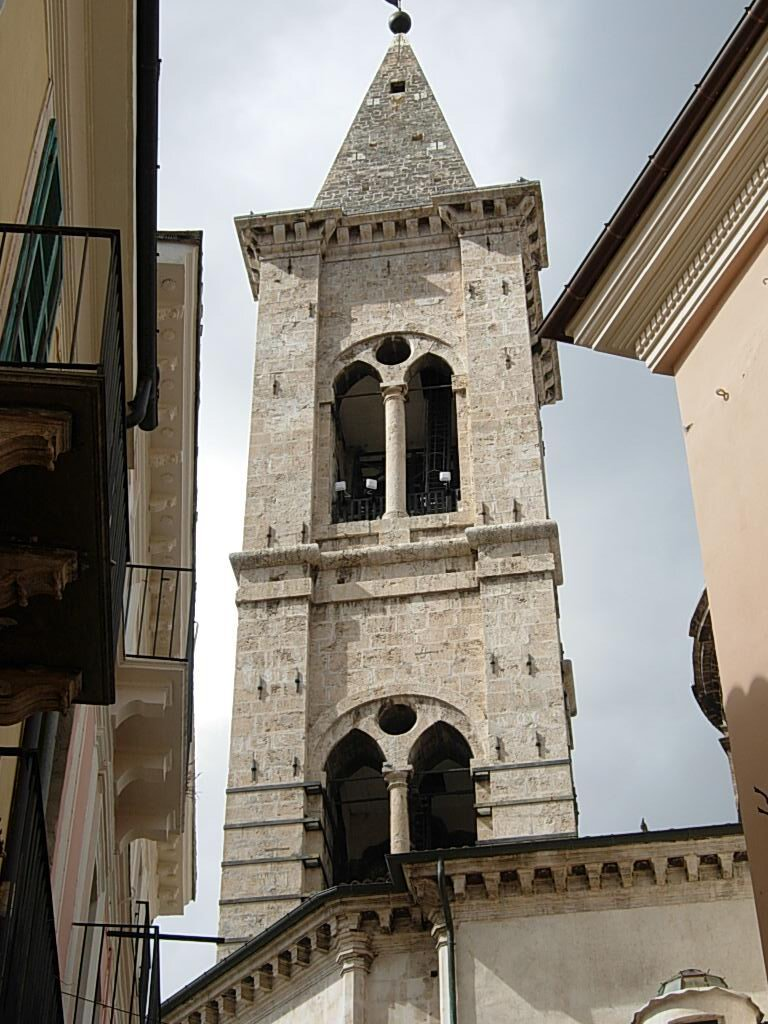
Spitzglockenturm
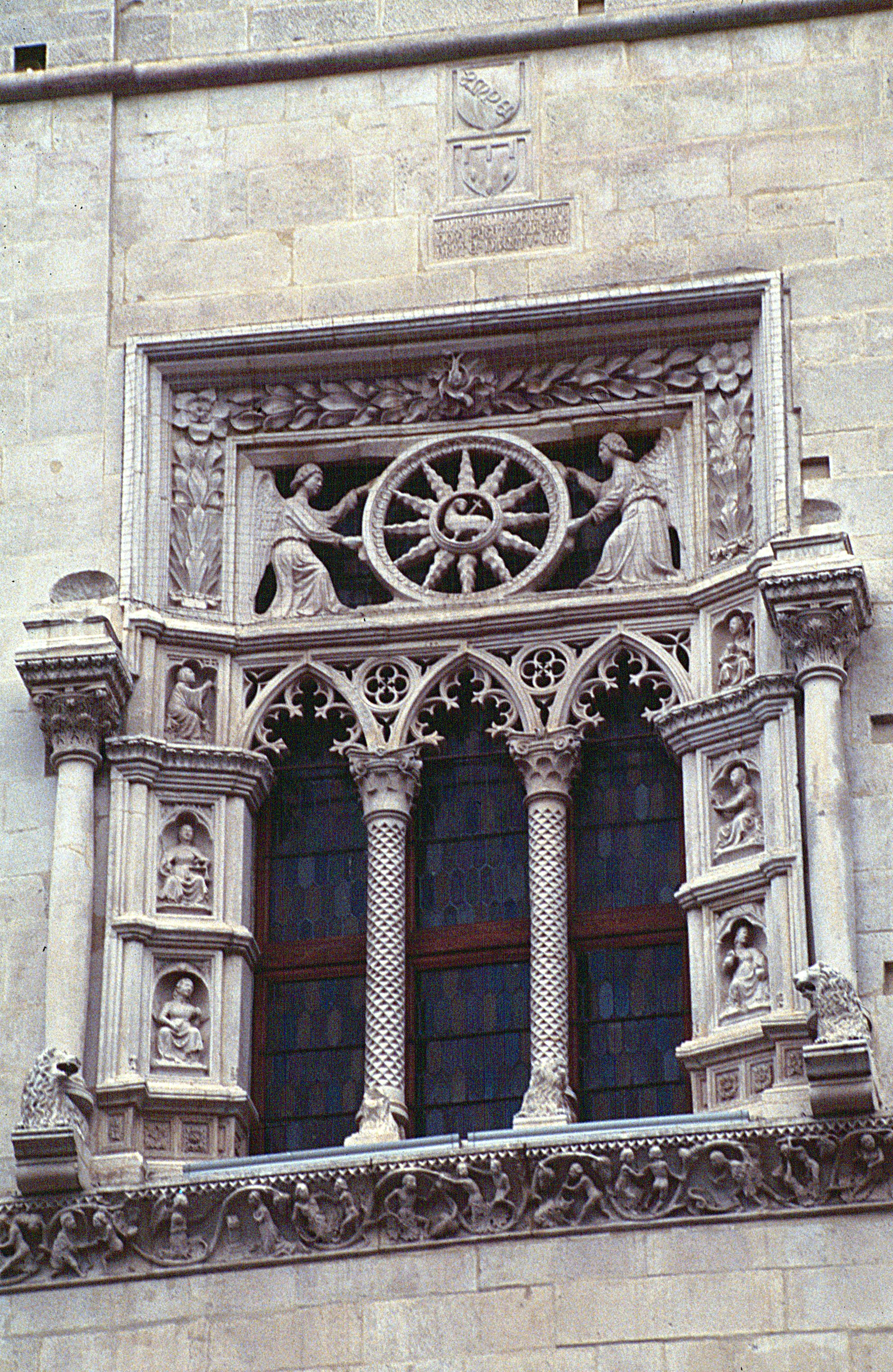
Fenster im Palazzo
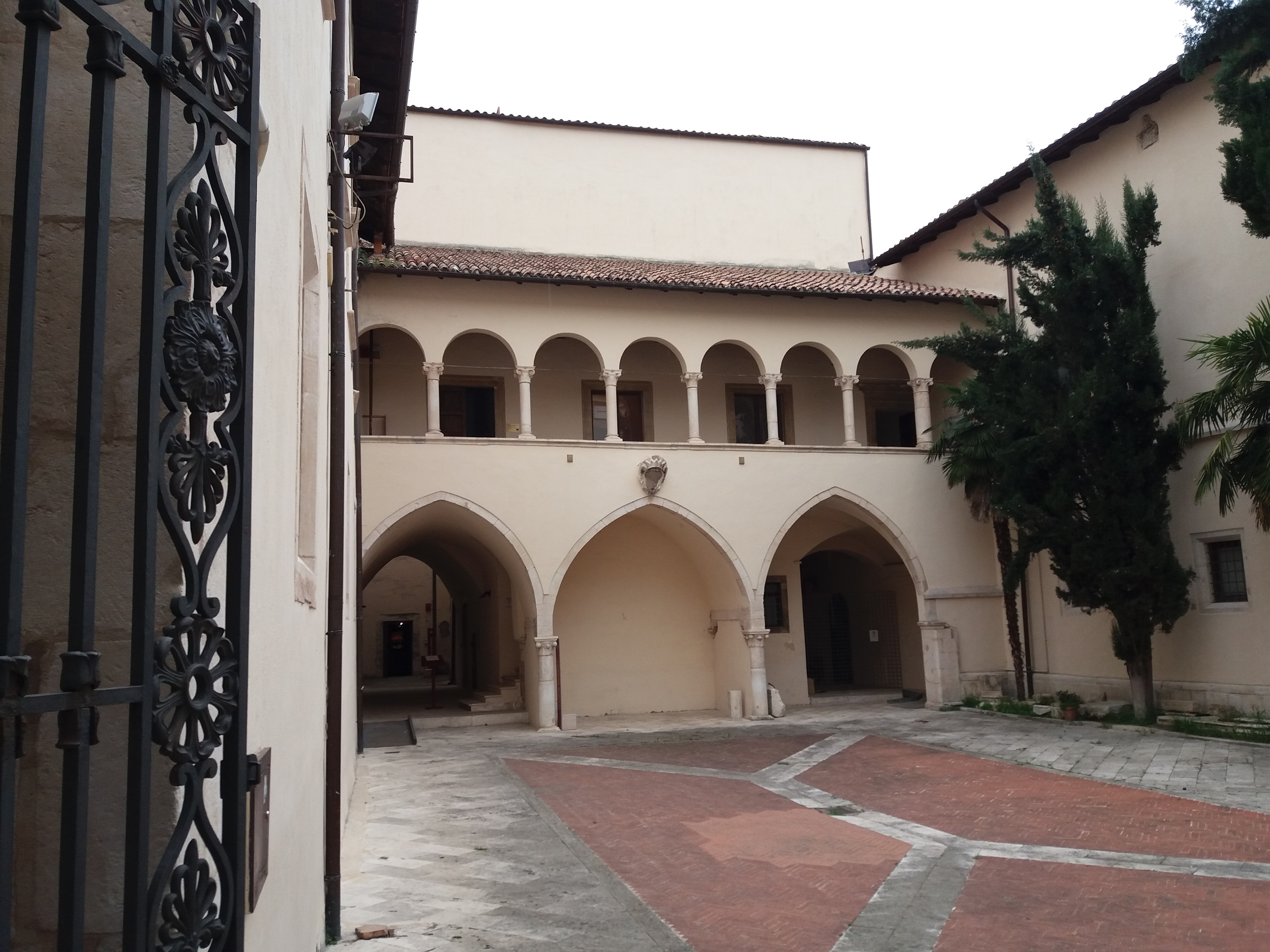
Palazzo, Innenhof
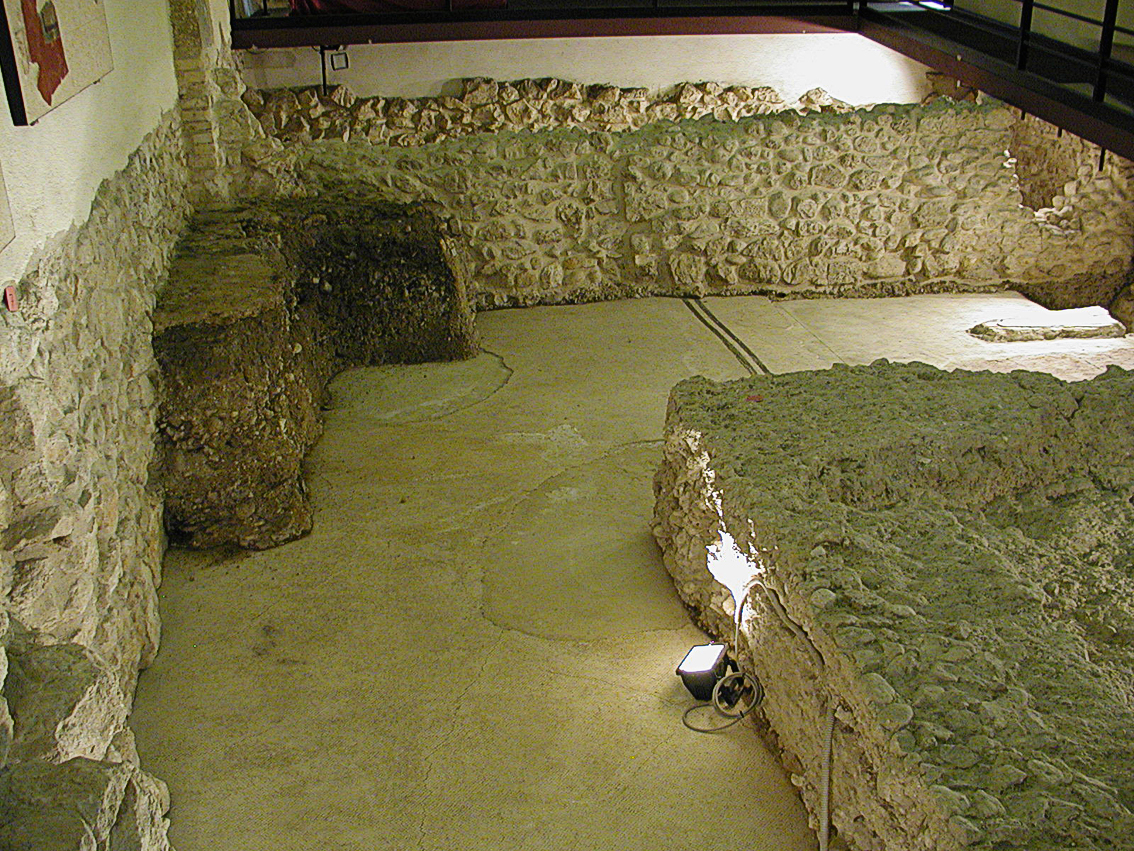
Die römischen Grundmauern

### Städtisches Museum

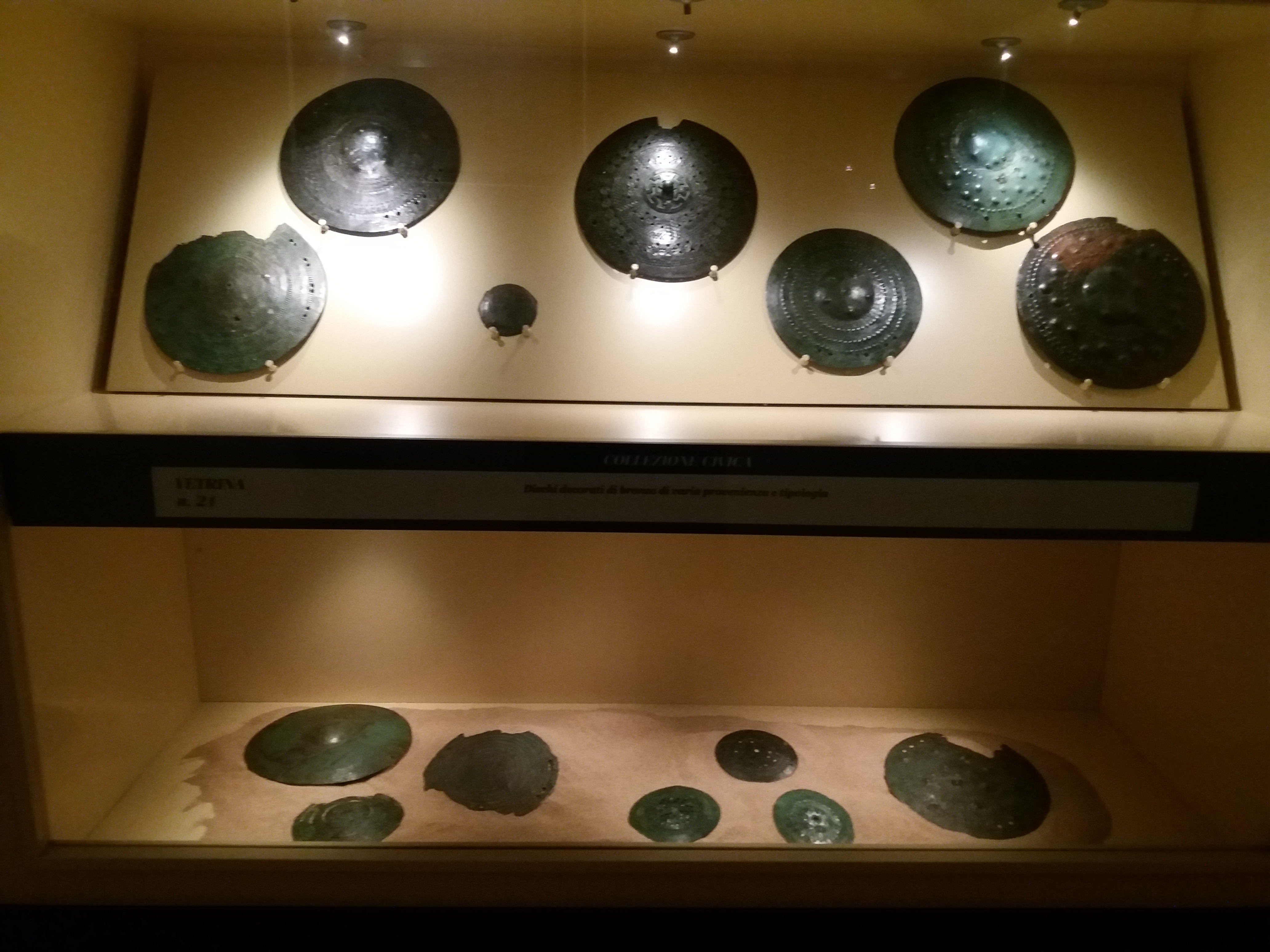
Exponate im Museum

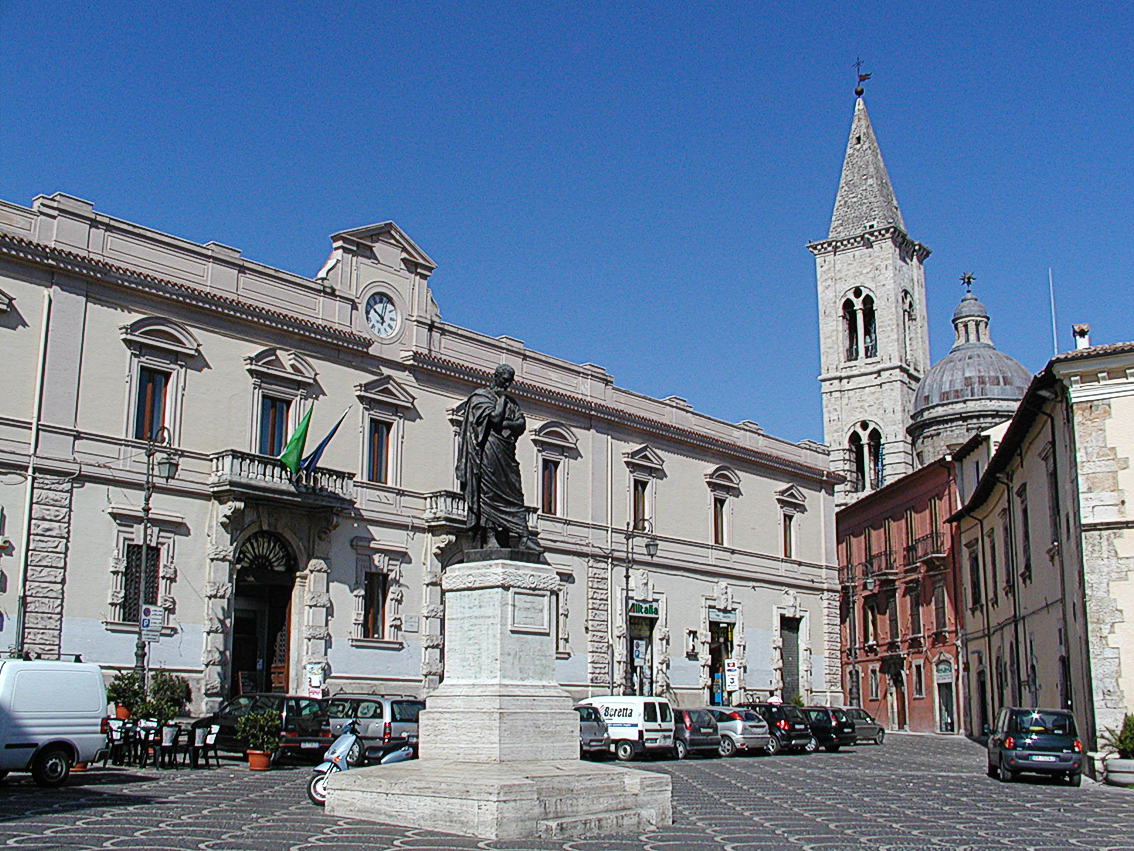
Piazza XX Settembre

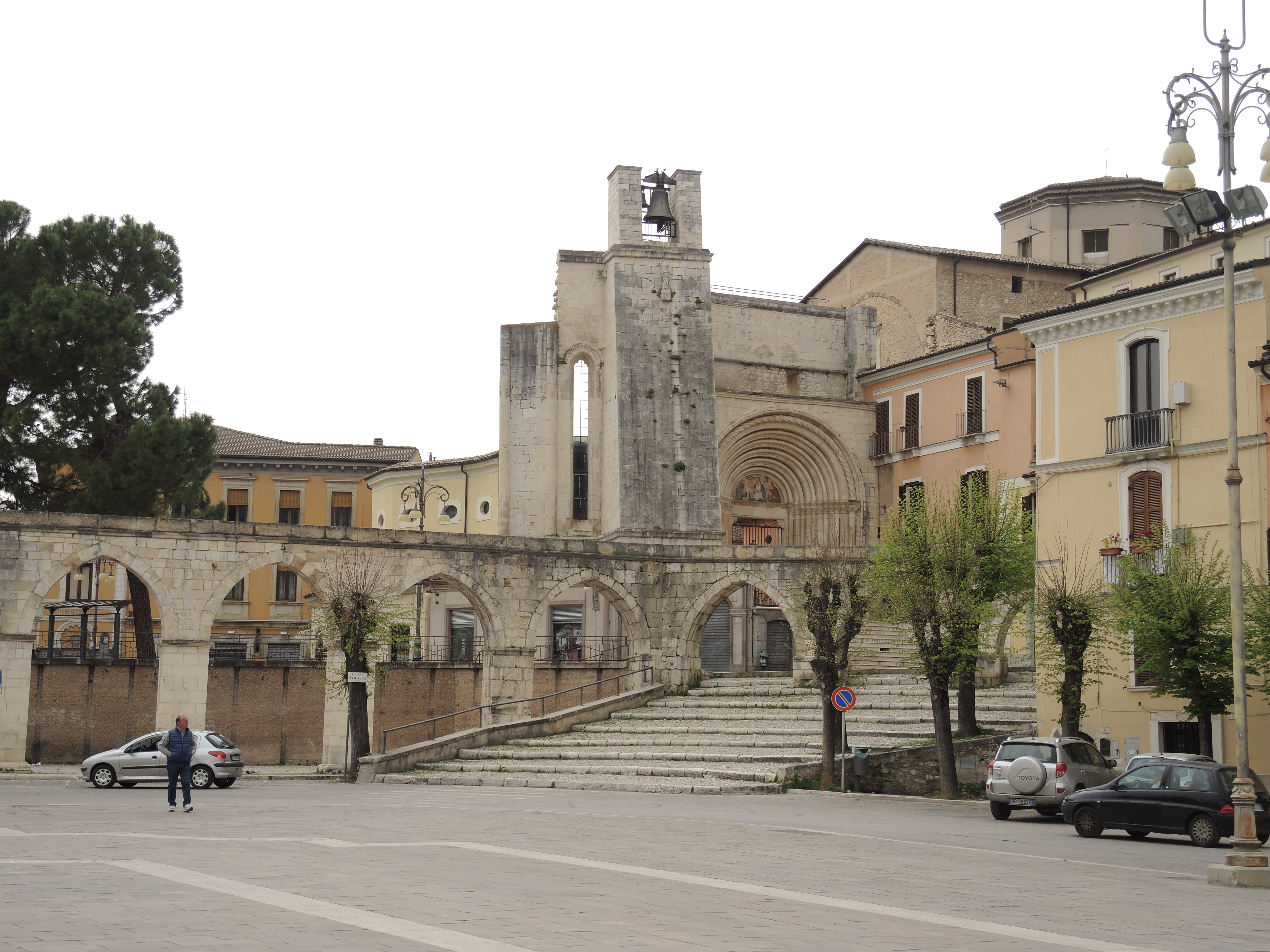
San Francesco della Scarpa

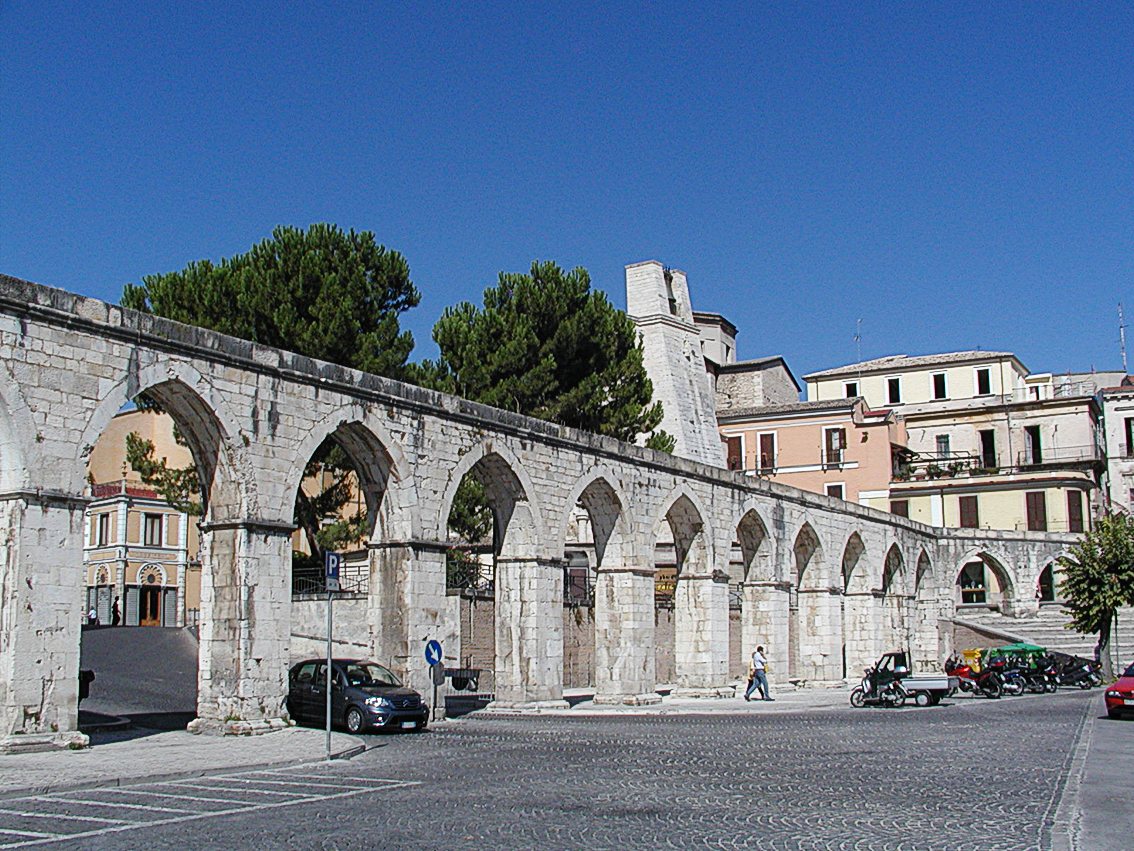
Der Aquädukt

Gegründet Ende des vergangenen Jahrhunderts, besteht es aus zwei Abteilungen. Die archäologische Abteilung mit den verschiedenen Restaurierungsarbeiten befindet sich in den Innenräumen des oben beschriebenen Palastes. Sie ist reich an Ausgrabungsgegenständen, wie Keramiken, Bronze-Gegenständen aus italischer und römischer Zeit, verschiedenen Münzen, epigrafischen Objekten, Bildhauer- und Mosaikbruchstücken. 
Zum Anderen gibt es die Abteilung Mittelalter und Renaissance. Die dort ausgestellten Skulpturen, Gemälde und Geräte stammen zum großen Teil aus verschiedenen örtlichen Kirchen und der nicht mehr existenten Abteikirche Santo Spirito al Morrone. Des Weiteren werden örtliche Goldschmiedearbeiten, Münzen aus verschiedenen abruzzesischen Münzstätten sowie ein Kataster aus dem Jahr 1376 mit den Provinzen Süditaliens gezeigt. Es zählt als das bisher älteste dieser Art.

### Piazza XX Settembre
In Sichtweite des Glockenturms liegt der Platz des 20. September, des Tages der Italienischen Einigung 1870. In der Mitte des Platzes steht die Statue Ovids, des größten Sohnes der Stadt und eines der größten lateinischen Dichter, im Jahre 43 v. Chr. in Sulmona geboren, im Jahre 17 in Tomi am Schwarzen Meer gestorben. Am Rand des Platzes befindet sich der kleine Palast aus dem Jahre 1484, den der Venezianer Giovanni dalle Palle bauen ließ. Daneben befindet sich das einstige Kloster der Jesuiten, das heute ein Gymnasium beherbergt.

### Palazzo Meliorati
Ein Renaissance-Palast im Herzen der Altstadt, mit einem eleganten Portal in Bossagemotiv, einem kleinen Innenhof mit ebenso kleiner rundbogiger Loggia und den vier flachbogigen Fenstern mit durchbrochenen Ornamenten.

### Gasse der Sardi
Die adelige Familie Sardi aus Sulmona baute 1477 in dieser Gasse ihren kleinen mittelalterlichen Palast; gut erhalten sind das Portal, das große welfische Fenster und der eindrucksvolle kleine Hof.

### Kirche San Francesco della Scarpa
Eine durch die verschiedenen Erdbeben verarmte von den Franziskanern zur Zeit der ersten Anjou errichtete Kirche, zeigt heute hinter der spätgotischen Fassade und dem prächtigen Nebenportal, verschiedene Wertgegenstände der vergangenen Zeit. Der schneeweiße Stuck des 18. Jahrhunderts und das prächtige Barockchorgestühl sowie die Kapelle der Lombarden-Gemeinschaft mit dem Altarbild der Heimsuchung Mariä von Paolo Olmo aus Bergamo aus dem 15. Jahrhundert geben einen Anhalt auf die reichen Jahre.

### Aquädukt
Dieses heute noch gut erhaltene, aus 21 mächtigen Spitzbögen aus Stein bestehende, aus der Zeit des Stauferkönigs Manfred (1258–1266), König von Sizilien, stammende Bauwerk begrenzt noch heute die Südseite der Piazza Garibaldi.

### Piazza Garibaldi

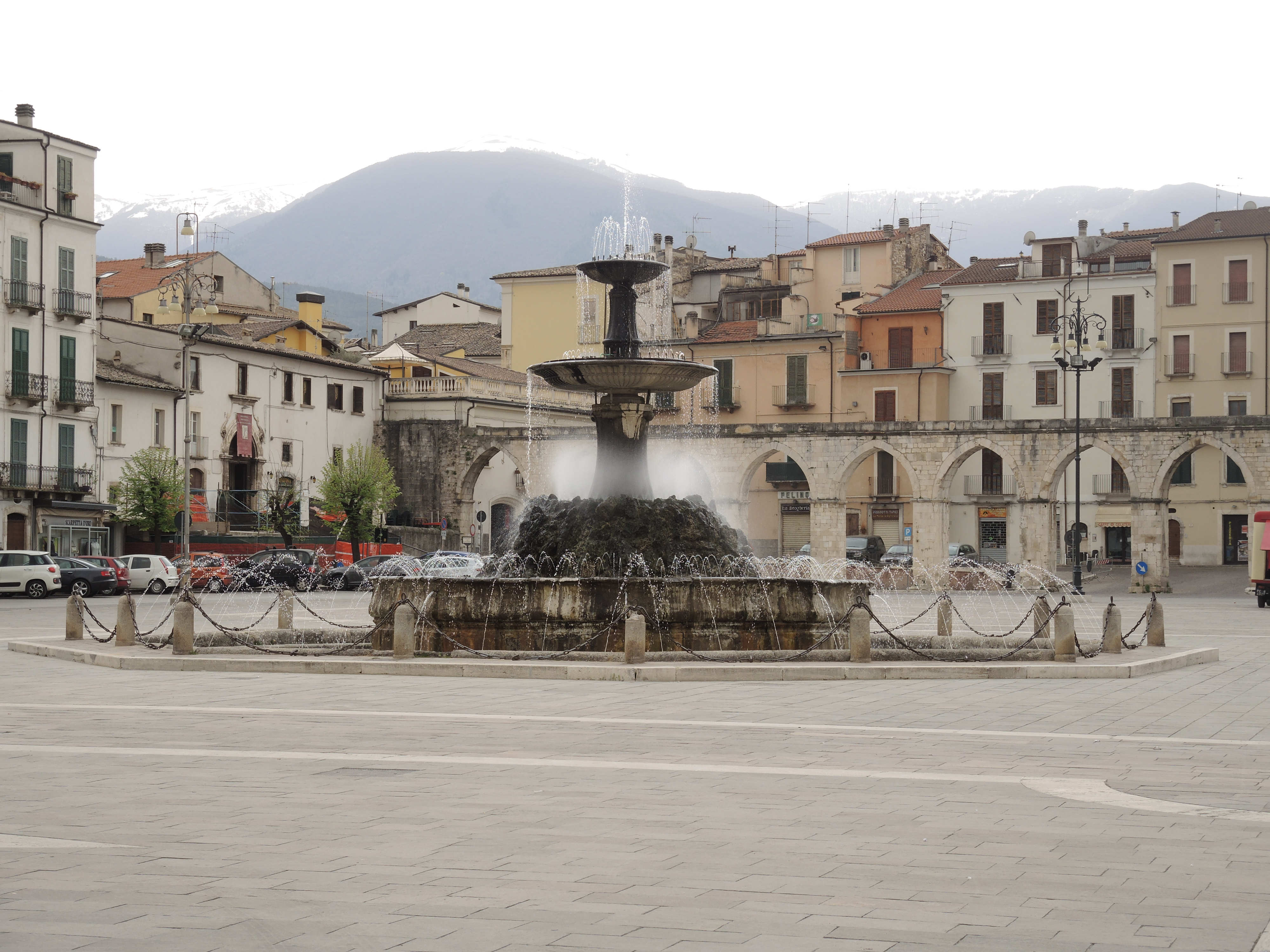
Die Piazza Garibaldi

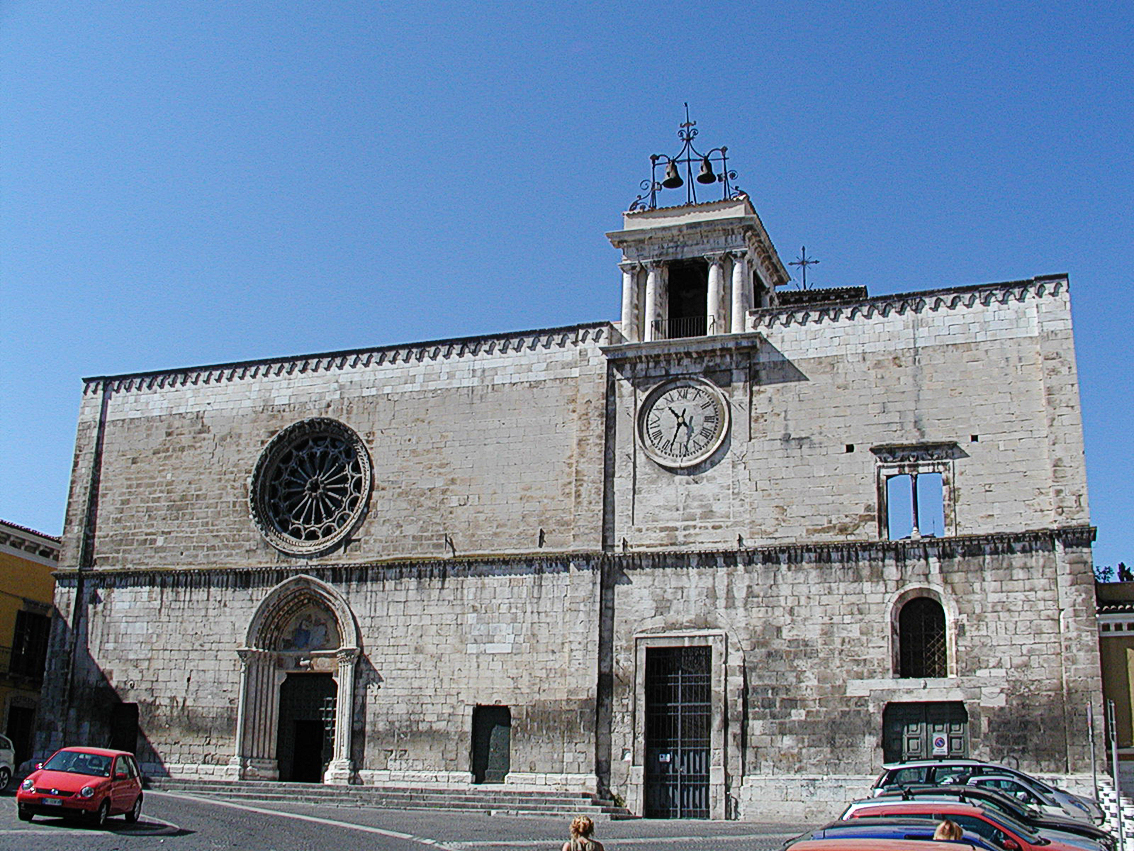
Die Kirche Santa Maria della Tomba

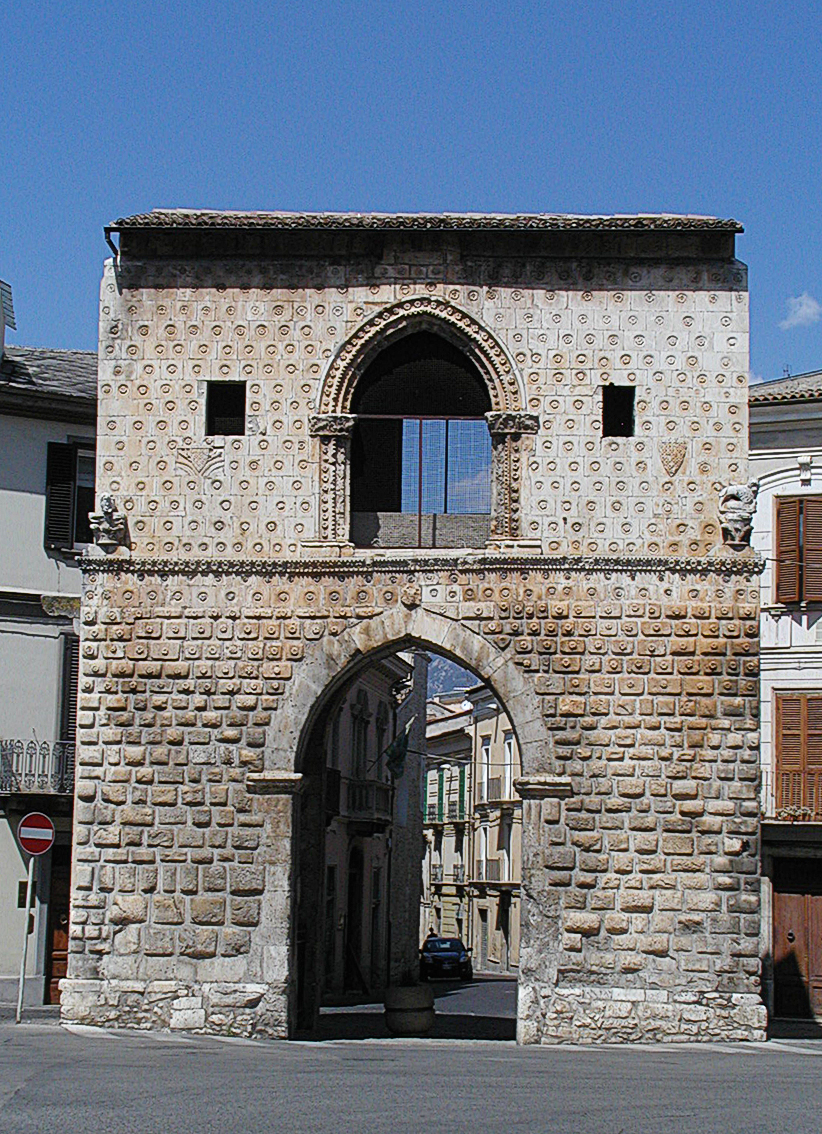
Die Porta Napoli

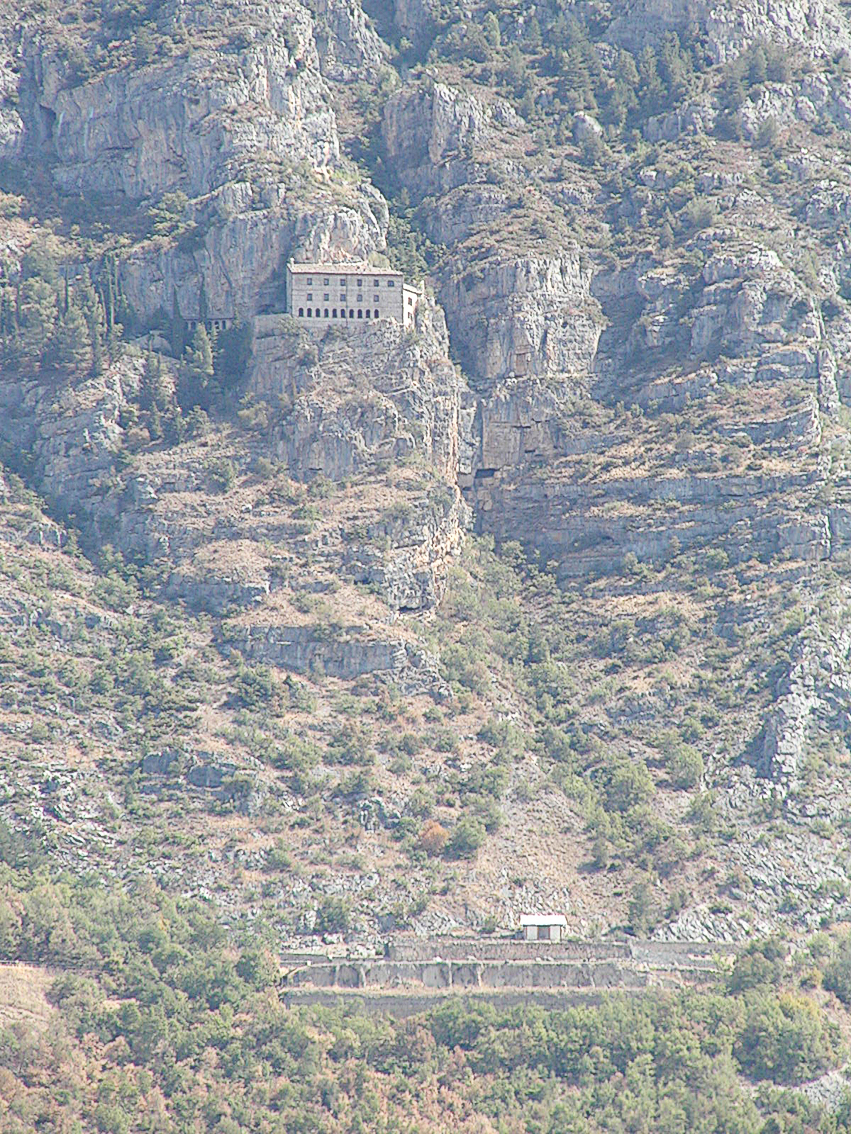
Heiligtum von Ercole Curino mit der kleinen Einsiedelei Sant'Onofrio

Nach dem Helden beider Welten benannt, ist die frühere „Piazza Maggiore“ seit jeher Messe- und Jahrmarktstätte; alle großen Stadtfeste Sulmonas und besonders die Tjoste – ein ritterliches Zweikampfspiel mit der Lanze zu Pferd – haben hier stattgefunden. Umrahmt wird der Platz von den grauen Bogen des Aquädukts aus dem 13. Jahrhundert, der Barockecke des Klosterkomplexes Santa Chiara, der im Inneren wertvolle, mittelalterliche Fresken bietet. Weitere Besonderheiten sind die vergoldeten Strukturen der Fassade von San Filippo aus dem 14. Jahrhundert, die aus der ehemaligen Kirche Sant'Agostino mit dem schönen Relief des Hl. Martin stammt. Hinzu kommen die verschiedenen kleinen Paläste aus allen Zeiten und die kleine, bescheidene Kirche San Rocco. In der Mitte des Platzes steht der aus hartem Kalkstein der Maiella bestehende Brunnen, gemeißelt von Steinmetzen aus Pescocostanzo.

### Kirche Santa Maria della Tomba
Sie zählt zu den größten Kirchen der Stadt. Die horizontale Bekrönungsfassade nach abruzzesischer Art, geschmückt durch das Portal aus der Spätgotik und die prächtige Rosette, gibt der Kirche ihr bedeutendes Aussehen. Im Jahre 1400 wurde diese Rosette auf Kosten des „Palma de Amabile“ erstellt, weiter gibt es eine Glocke von 1313, eine prächtige Muttergottes mit dem Jesuskind in Terrakotta aus dem späten 14. Jahrhundert, an den Stil des „Silvestro dell' Aquila“ erinnernd, genauso sehenswert wie die Überreste von Wandfresken und Ölgemälde auf Leinwand im Inneren der Kirche.

### Porta Romana
Das alte Stadttor, in der Vergangenheit auch Porta Pinciara oder Porta San Matteo genannt, wurde im 14. Jahrhundert als Öffnung aus der Stadtmauer geschlagen. Nach der Restauration hat es heute das Aussehen von 1429.

### Porta Filiorum Amabilis
Ist das einzige noch erhaltene Stadttor der ersten Stadtmauer, auch wenn es Züge der Mauer des 14. Jahrhunderts trägt; im Pfeilerbogen befindet sich als Flachrelief eine Jagdszene, ist es das älteste der Stadt.

### Porta Napoli
Die mittelalterliche „Porta Nova“, das neue Tor Richtung Neapel, ist ein weiterer Rest der Stadtbefestigung aus dem 14. Jahrhundert. Die Besonderheiten sind die vergoldeten Kragsteine, das Wappen der Anjou und die als Kapitelle auf den Widerlagern des großen Fensters ausgebildeten, die verfeinerten Bildhauerreliefe aus der römischen Zeit sind der letzte Rest der im vorigen Jahrhundert abgerissenen Mauer. Der Verkehr fließt heute um das Tor und Altstadt herum, bzw. der von der Kathedrale San Panfilo zuerst Viale Roosevelt benannte, dann durch die Altstadt teilweise als Einbahnstraße geführte Corso Ovidio endet hier.

### Abteikirche des Cölestinerordens und das Heiligtum von Ercole Curino
Dieser Abteikomplex der Cölestiner mit der im Inneren befindlichen Barockkirche etwas erhaben in den Maiella Nationalpark, ist etwa fünf Kilometer in Richtung Osten von der Stadt entfernt gelegen. Besonderheit ist die Kapelle Caldora mit Freskenzyklen und einem Grabdenkmal vom Bildhauer Gualtiero d' Alemannia von 1412. In der Nähe am Fuße des Bergs Morrone, nicht weit von der Abtei, liegen die Überreste des Heiligtums von Ercole Curino. Über alles, wie ein Adlernest am Felsen, erhebt sich die kleine Einsiedelei S. Onofrio, wo der demütige Einsiedler Pietro Angelerio aus Isernia Zuflucht und Einsamkeit fand.
Pietro Angelerio (auch Pietro del Murrone, Petrus de Murrone oder Pietro Angelari genannt) wurde im Jahre 1294 unter dem Namen Coelestin V. zum Papst gekrönt, trat aber nach wenigen Monaten wieder zurück. So war er nur von Juli bis Dezember 1294 Papst und begründete damit den Cölestiner, genauer den Orden „Ordo Sancti Benedicti Coelestinensis“ kurz „O. S. B. Congregatio Coelestinensis“, eine Unterabteilung des Benediktinerordens. Durch die große Popularität des späteren Papstes erhielt der Orden anfangs größeren Zulauf, und einige Klöster (zum Beispiel auf dem Berg Oybin) entstanden. 500 Jahre später, im Jahr 1785, schloss dann aber das letzte Cölestinerkloster seine Pforten.

## Weinbau
In der Gemeinde werden Reben der Sorte Montepulciano für den DOC – Wein Montepulciano d’Abruzzo angebaut.

## Partnerschaften
- Hamilton (Prov.Ontario) in Kanada, als Partnerschaft mit Valle Peligna / Conca di Sulmona
- Zakynthos / Zante (Ionische Insel) in Griechenland
- Constanța / (historisch) Tomi in Rumänien
- Sulmona ist über seinen historischen Verein eng mit der oberbayerischen Stadt Burghausen an der Salzach verbunden. Es gibt einen regelmäßigen Schüleraustausch, und der Verein Herzogstadt Burghausen beteiligt sich mit vielen Teilnehmern an historischen Festen und Umzügen. Am 28. Oktober 2006 wurde die Städtepartnerschaft offiziell besiegelt und mit einem großen Bürgerfest mit etwa 150 Burghausern gefeiert.

## Söhne und Töchter der Stadt
- Ovid (* 43 v. Chr.), Dichter der römischen Antike
- Innozenz VII., geb. Cosimo de’ Migliorati (1336–1406), von 1404 bis 1406 Papst der römisch-katholischen Kirche
- Giovanni Migliorati († 1410), Kardinal der katholischen Kirche
- Nicola Amici (15. Jh.), Goldschmied, schuf das Prozessionskreuz der Klosterkirche Santa Maria dei Franconi in Veroli
- Carlo Tresca (1879–1943), Agitator der Arbeiterbewegung
- Vincenzo Seratrice (1913 – n. 1971), Kameramann
- Alessandro Pratesi (1922–2012), Paläograph und Diplomatiker
- Nino Solari (* 1938), australisch-italienischer Radrennfahrer und Trainer
- Milly Carlucci (* 1954), Fernsehmoderatorin und Schauspielerin
- Filippo Giorgi (* 1959), Klimatologe